# Мишел ле Теље
Мишел ле Теље (фр. Michel Le Tellier; Париз, 19. април 1603 — Версај, 30. октобар 1685) је био француски државник.

## Биографија
Рођен је 1603. године у Паризу. Државни секретар рата је од 11. априла 1643. године, а од 1677. године и канцелар. Ојачао је француску армију низом војних реформи и учврстио војну хијерархију уз строга правила субординације. Регулисао је гарнизонску службу, побољшао материјално стање војника пошто им је обезбедио редовне плате и исхрану, увео је у војску функцију цивилних комесара и интенданата да би команданте ослободио административних послова и сузбио корупцију. Знатно је допринео јачању краљевске власти у Француској. Његову делатност наставио је син Франсоа Лувоа. 